# UCoz
uCoz — бесплатная система управления сайтом и хостинг для сайтов, созданных с её использованием, разработанная компанией uKit Group. Конструктор uCoz состоит из панели управления с набором модулей и дополнительными настройками. Пользователь может настроить панель управления под свои потребности: оставить только те модули, которые будут использованы в работе. Модули uCoz могут использоваться как в единой связке для создания полнофункционального сайта, так и по отдельности, например, в качестве блог-платформы, интернет-магазина и др. К 2014 году на его основе было создано более 20 млн страничек (из них активны были около 1 млн), на отдельных доменах работали 54 тыс. сайтов. В 2013 году uCoz.ru находился на 73-м месте самых популярных российских сайтов по данным Alexa Internet.
Владелец сервиса — ООО «Юкоз Медиа», Россия.

## История
В начале 2000-х владелец интернет-магазина Евгений Курт и программисты Андрей Владимирцев (Крон) и Юрий Евтухов выбрали для будущего бизнеса сферу создания сайтов.
Проект запустился в 2005 году, первые инвестиции составили несколько тысяч долларов: они пошли на покупку сервера за $3–4 тыс. и затраты на рекламу и дизайн через фриланс. Названием выбрали uCoz, этот домен удалось купить всего за $10. Спустя год uCoz имел 100 тыс. активных пользователей, которые создали собственные сайты. Доход от размещавшейся на страницах пользователей рекламы дал первую прибыль через полгода. Первым рекламным брокером стал Бегун, и через год проект вышел на незначительную прибыль.
В июне 2007 года состоялось официальное открытие англоязычной версии, а в августе 2007 года — альфа-запуск немецкой.
Летом 2007 года поступило предложение от Юрия Мильнера (DST Global) о приобретении доли в проекте за $2,5 млн. Осенью 2007 года была создана компания с распределением долей: Андрей Крон 31,58 %, Юрий Евтухов 31,58 %, «DST» 26,32 %, Евгений Курт 10,52 %. В период инвестиций компания активно развивала свой продукт.
В 2010 году в компании DST Global произошла реструктуризация, вследствие которой её доля в проекте «uCoz» была передана компании Mail.Ru Group. К 2010 году число созданных сайтов достигло 1 млн, но в этот момент у проекта появились конкуренты в лице A5, Fo, Setup, Wix.
В сентябре 2012 года был анонсирован uWeb - платный конструктор сайтов, которым требуется большой объем трафика: онлайн-гипермаркеты, крупные интернет-магазины и так далее.
В феврале 2013 года Яндекс предложил UCoz забрать базу сайтов сервиса «Яндекс.Народ» (около 2 млн.), сделка была не денежной.
В феврале 2014 года вместе с «Mail.Ru Group» из проекта вышли её основатели Андрей Крон и Юрий Евтухов. С этого момента 100 % акций принадлежали офшору «Компьюбайт лимитед» с Британских Виргинских островов, по словам Курта, кроме него самого есть и другие акционеры.
В 2014 году uCoz начал разрабатывать CMS специально для малого и среднего бизнеса — uKit, являвшем собой готовые шаблоны для сайтов предпринимателей и рассчитанным на неопытных пользователей. В 2015 году после неудачной попытки полностью перевести приложение на платную основу, её вернули к freemium-модели (необходимая часть функционала поставляется бесплатно, но дополнительные опции платны). По данным компании, на uKit к апрелю 2016 года создано более 300 тыс. сайтов, средний чек пользователей uKit равнялся $7,5 (платили 3-4 % пользователей).
В декабре 2016 года анонсировали запуск нового сервиса-калькулятора uCalc . Калькулятор можно установить на любой сайт, где возможна интеграция стороннего кода.
В сентябре 2018 года объявлен запуск сервиса uLanding - конструктор лендингов для быстрого запуска рекламной кампании продукта/услуги и проведения A/B и мультивариантных тестов. 
К 2016 году в фирме работал 161 человек, офисы располагались в Москве, Санкт-Петербурге, Ростове-на-Дону и Черкассах. Сайты и система располагались на 116 серверах.

## Финансовые показатели
По данным СПАРК, в 2012 году «Юкоз Медиа» получила 6,7 млн руб. убытка при выручке 23 млн руб., в 2013-м — 675 тыс. руб. убытка при выручке 41,5 млн, а в 2014 году получила небольшую прибыль 286 тыс. при выручке 65 млн руб. В 2015 году, по словам руководства совокупная выручка uCoz составила $3,5 млн, 60 % дали платежи пользователей, 25 % — реклама, 15 % — «косвенные платежи». uCoz взаимодействует с несколькими крупными агрегаторами рекламы: Between Digital, Criteo, Propeller Ads.
uCoz работает по freemium-модели. Средний месячный платеж с момента основания до 2014 года составлял около $9 в месяц, из-за роста тарифов средний чек достиг $12. Из 1-1,3 млн пользователей платные пакеты приобрели 50 тыс. владельцев сайтов.
В финансовом плане средний чек пользователя составлял $12, 60 % выручки приходилось на пользовательские платежи. Большая часть расходов UCoz шла на фонд оплаты труда (60 %), 10 % — на оборудование, 30 % — маркетинг и пр. По мере роста бизнеса компания начала балансировать на грани рентабельности.

## Основные возможности системы
- На выбор предоставляется 267 дизайнов (шаблонов) для создания сайта, а также есть каталог платных шаблонов[10].
- Возможно создать собственный дизайн (шаблон), либо переделать любой стандартный, оперативная смена дизайна сайта в любой момент жизни сайта.
- Широкий выбор конфигурации сайта, от минимума: 3 модуля (Пользователи, Поиск по сайту, Редактор страниц), до максимума: 23 модуля различного назначения. Активация и деактивация модулей на усмотрение владельца-администратора сайта.
- При регистрации выделяется 400 мегабайтов дискового пространства. Дисковое пространство увеличивается с ростом числа посетителей и жизни сайта, при желании закачивать большие файлы можно привязать аккаунт Depositfiles. Дисковое пространство неограниченно.
- Предоставление домена третьего уровня в 21 различной зоне.
- Возможность привязать к сайту собственный домен.
- Неограниченное создание/редактирование MX записей, и создание субдоменов, после прикрепления домена.
- Доступ по FTP.
- WYSIWYG online редактор.
- Визуальный конструктор блоков.
- Версия сайта для PDA.
- Ограниченное резервное копирование.
- RSS импорт и экспорт.
- Системная версия библиотеки jQuery (3 версии или любая иная при отключении системной).
- Свободный доступ к uCoz API.[11]
- Лайтбокс.
- ЧПУ.
- Общая авторизация — uID (uNet) или локальная (платно, однократно-бессрочно).
- Регистрация через социальные сети[12].

На сентябрь 2014 года доступно:
- создание сайтов на 16 языках (выбор в панели управления сайтом): арабский, английский, венгерский, грузинский, иврит, испанский, латышский, немецкий, румынский, русский, украинский, французский, шведский, польский, армянский, португальский.
- выбор языка панели управления сайта, 10 языков (выбор в панели управления сайтом): арабский, английский, венгерский, испанский, немецкий, румынский, русский, французский, польский, португальский.
- выбор языка сайта сервиса ucoz, 12 языков: арабский, английский, венгерский, иврит, испанский, немецкий, румынский, русский, украинский, французский, польский, португальский.
- конструктор кнопок для социальных сетей uSocial[13]

## Модули

Скриншот главной страницы панели управления сайтом на uCoz

- Пользователи
- Форум
- Дневник
- Фотоальбом
- Гостевая книга
- Каталог статей
- Мини-чат
- Редактор страниц
- Новости сайта
- Статистика
- Каталог файлов
- Каталог сайтов
- Доска объявлений
- FAQ
- Тесты
- Опросы
- Поиск по сайту
- Почтовые формы
- Онлайн игры
- Интернет-магазин[14] (платный модуль)
- Видео[15]
- Постинг в соцсети[16]
- SEO-модуль[17]
- Бот-магазин

## Особенности
Являясь по своей сути SaaS-системой, uCoz обладает также присущими SaaS свойствами — закрытостью исходного кода, невозможностью подгрузки серверных скриптов и подключения баз данных (подобное допустимо уже в рамках концепции Web 3.0 PaaS), что компенсируется большим количеством встроенных возможностей системы.. Использовать статические HTML-страницы можно, но не рекомендуется, есть некоторые ограничения на их использование и загрузку. Для образовательных учреждений, таких как школы, детские сады, доступен льготный тариф "Образовательный". Для его активации необходимо обратиться с заявкой в техподдержку.

## Награды

### 2008
- 3-е место в «Народной десятке» Премии Рунета[20]
- Премия «Золотой сайт» в номинации «Интернет-магазины, сервисы, электронный бизнес»[21]

### 2009
- Премия Рунета в номинации «Технологии и инновации»[22]
- Победитель Open Web Awards в номинации Best Site for Publishers[23]

### 2010
- Корпоративный блог Рунета в рамках конкурса «Блог Рунета 2010»[24]

## Критика
Одним из главных недостатков для бесплатных сайтов является наличие крайне назойливой рекламы (в том числе категории 18+), которая со временем стала мешать просмотру сайта ещё больше. Для веб-дизайнеров, не являющихся программистами, может представлять трудность перенос сайта с uCoz на другую платформу. Другой недостаток — невозможность использовать Perl и ASP. Долгое время к недостаткам системы относили невозможность использования PHP, однако в марте 2011 года PHP стал доступен для использования, но на платной основе.

## Правовое регулирование
В соответствии с «Законом о блогерах» сайт признан организатором распространения информации и 10.11.2014 занесён в соответствующий реестр под номером 15-РР.